# Västervik
För andra betydelser, se Västervik (olika betydelser).
Västervik är en tätort i Småland och centralort i Västerviks kommun i Kalmar län. Staden är belägen vid Gamlebyvikens mynning. 
Västervik är en skärgårdsstad i Småland som ligger på den svenska östkusten. Mycket av det som finns i Västervik idag har byggts upp från mitten av 1900-talet. Stora stadsområden såsom Brevik, Johannesdal, Kvännaren, Amerika, Peru och Skogshaga har kommit till. Staden har en folkmängd på 21 428 invånare där 50,2 % är män och 49,8 % kvinnor. 
Västervik har funnits sedan 1200-talet, då staden låg längst in i Gamlebyviken. 1433 flyttade Västervik till sitt nuvarande läge. Den nya staden byggdes upp runt S:ta Gertruds kyrka. Västervik brändes ner av danskarna 1517 och när staden sedan byggdes upp igen etablerad sig Västervik som ett av de ledande skeppsvarven i Sverige. Danskarna anföll staden på nytt 1677 och ännu en gång brände de ner både Stegeholms slott och staden. Staden byggdes upp igen men Stegeholm blev till slottsruin. 1879 kom järnvägen till staden och byggnader för sjukhus, läroverk och fängelse kom till. 
Idag består Västerviks kommun av 37 000 invånare, 3 700 företag, 5 000 fritidshus och 350 föreningar. Både varumärken och personer har satt Västervik på kartan genom åren, exempelvis, Björn Ulvaeus, Vigiland, Elfa, Västervik Speedway, Stefan Edberg och Västerviks IK. 

## Historik

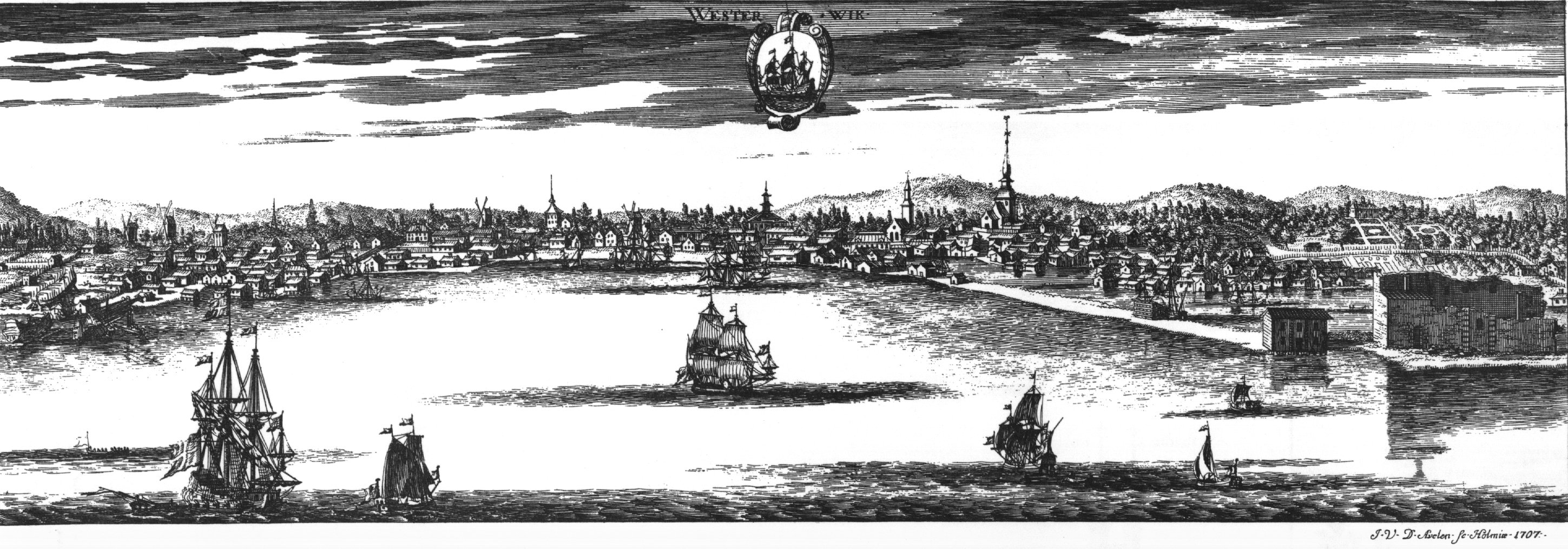
Västervik omkring år 1700. Ur Suecia antiqua et hodierna.

### Medeltiden

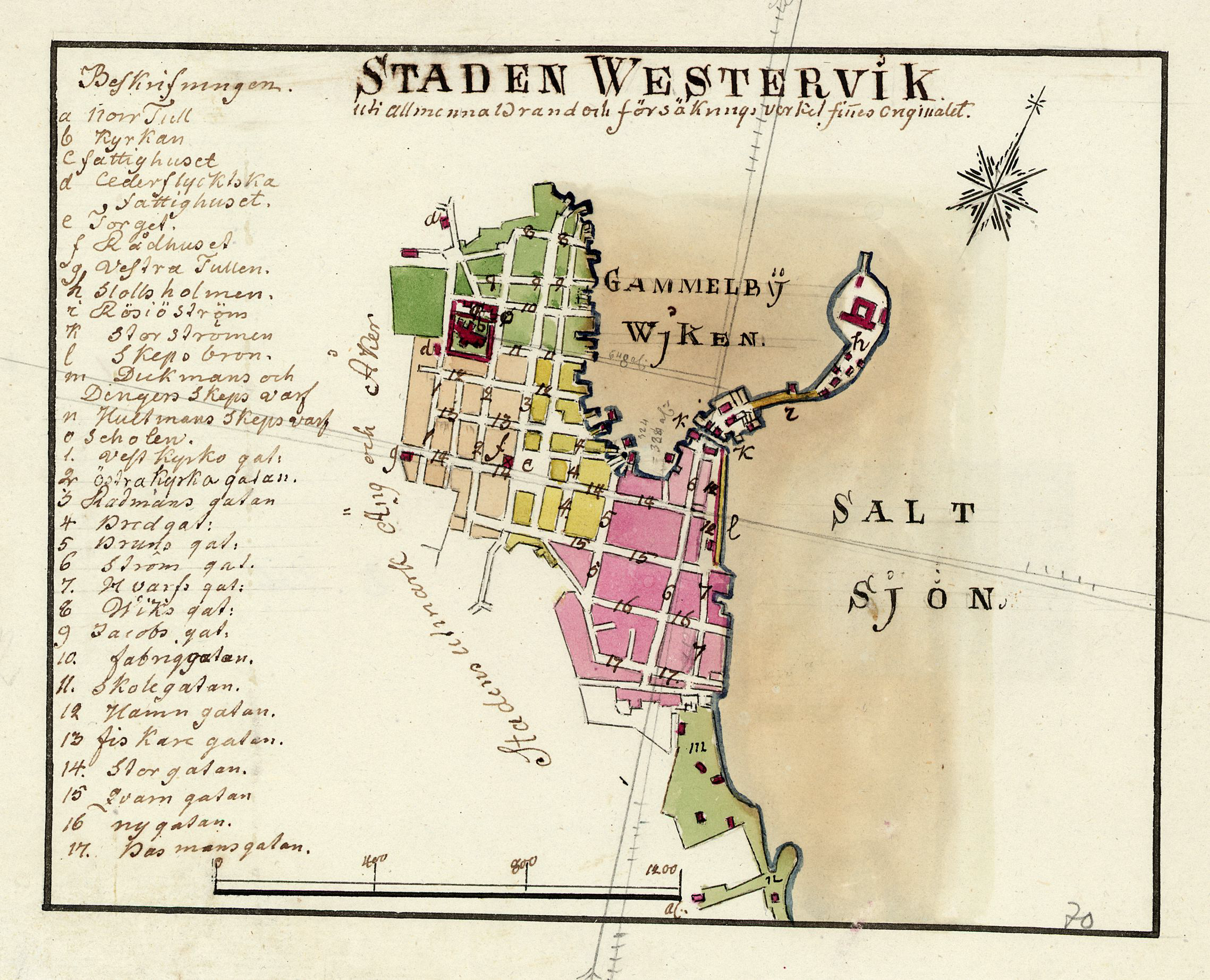
Detaljerad karta över Västervik från början av 1800-talet.

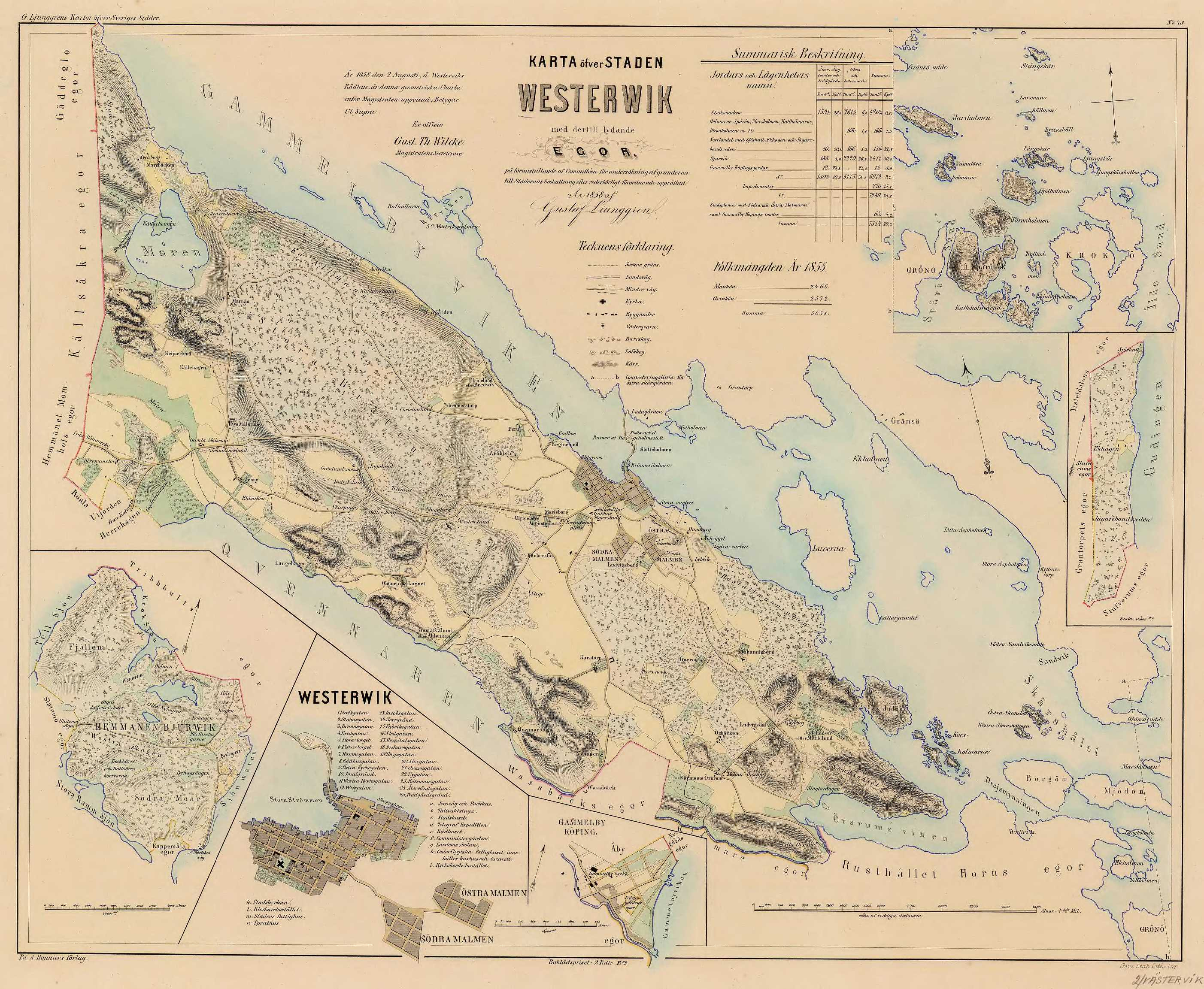
Karta från 1855 över Västervik med omnejd.

Karta över centrala Västervik cirka 1922.

Den första orten med namnet Västervik låg längst inne i Gamlebyviken, äldre namn Westerwijk, Västervik(en), där nu tätorten Gamleby är belägen. 1275 omtalades Västervik som "villa forensis" eller köpstad, det är oklart hur länge en sådan då funnits på platsen. Kyrkan i Gamleby verkar ha uppförts först i slutet av 1100- eller början av 1200-talet, men har då större proportioner än brukligt för en landskyrka. Först från 1360-talet börjar det finnas rikare med dokumentation om staden, där det framgår att det då fanns borgmästare och magistrat här. Av allt att döma hade staden då haft svårigheter på grund av kriget. Stegeholms slott har troligen anlagts till stadens försvar för anfall via sjövägen vid ungefär samma tid. Större delen av gårdarna runt staden och även hus i staden kom att ägas av den mäktige Bo Jonsson (Grip) som kom att spela stor roll för Västerviks utveckling.
Av allt att döma var det för att skydda sina rättigheter mot intrång från adelsmännen och testamentsexekutorerna efter Bo Jonsson som Västervik 1421 vände sig till Erik av Pommern för att få privilegiebrev för staden utfärdade, de första sådana som är bevarade. 1433 beslutade Erik av Pommern att staden skulle flyttas till sitt nuvarande läge vid Gamlebyvikens mynning i skydd av Stegeholm och 27 oktober 1433 utfärdades privilegiebrev för den nya staden på gården Steglöts mark. I dokumentet sägs Västervik redan ha flyttats två gånger, det är oklart hur det skall tolkas, möjligen hade kungen tidigare utfärdat beslut om flyttning som inte kommit att hörsammas. Den närmare orsaken till flytten är inte känd. Visserligen kom man genom flytten närmare Östersjön och slapp navigera Västerviken, men Västerviken upp till Gamleby var tämligen djup och något problem att föra upp fartyg där torde inte ha funnits. Ur försvarsynpunkt skulle det också visa sig att staden snarast blev mer utsatt av att ligga i Stegeholms hägn.
Redan 1434 utsattes Stegeholm för belägring i samband med Engelbrektsupproret. Efter sex veckor gjordes en misslyckad stormning, varpå belägringen hävdes. 1436 belägrades borgen på nytt och först efter förlikningsmötet i Söderköping 1436 överlämnades Stegeholm till den svensknationella sidan. Under denna tid då staden kom att hållas av belägringstrupperna hade troligen endast bodar uppförts på stadens nya plats. Tingsplatsen låg ännu kvar i Gamleby, liksom kyrkan. Även om privilegierna för den gamla staden upphört torde många valt att inofficiellt stanna kvar. Först mot slutet av 1440-talet finns det källor som tyder på att stadsfunktioner börjat inrättas på den nya stadens plats, och från slutet av 1450-talet fanns även en kyrkoherde i "Ny-Västervik" som visar att kyrkan. 1452 gjorde danska flottan en plundringsräd efter svenska östkusten och Västervik brändes, varför man kort efter att flytten påbörjats fick återuppbygga sin stad. Kyrkan som då ännu var under uppförande verkar emellertid ha skonats. Sedan Kristian I blivit svensk kung 1457 lät han som kompensation 1458 utfärda ett nytt privlegiebrev där västerviksborna gavs sex års skattebefrielse.
År 1470 hamnade Västervik på nytt i stridslinjen i samband med Erik Karlsson (Vasa)s uppror mot Karl Knutsson (Bonde). Erik Karlssons trupper på Stegeholm belägrades under två års tid fram till 1472 vilket spärrade stadens sjöväga kommunikationer. Under det följande kriget hamnade Västervik flera gånger åter i skottlinjen, staden avbrändes någon gång i början av 1500-talet. Det är oklart om det handlade om en stadsbrand eller en plundring. 1498 hade i alla fall kung Hans låtit bekräfta privilegierna med sex års skattefrihet.

### 1500-talet
År 1517 brände danskarna i Västervik med Stegeholms slott, och efter detta gjordes inget för återuppbygga Västervik, även om Stegeholm återuppbyggdes. Vissa borgare tycks ändå ha fortsatt sin verksamhet i Gamleby – möjligen fanns fortfarande gårdar tillhöriga borgare i Västervik kvar där, och staden dog inte ut helt. Sören Norby kom att få besittningen av Stegeholm och sedan Kristian II avsatts i Danmark kom hans innehav av slottet att göra all sjöhandel på staden mycket vansklig. Snarast torde kaperi och handel med rövat gods ha varit det som fått handelsmännen att överleva. Trots danskarnas brännande av Västervik 1517 förblev västerviksborna i början av Gustav Vasas befrielsekrig lojala med Kristian II och inför befrielsearméns anmarsch mot slottet 1521 leddes försvaret av västerviksborna. Erik Svensson höll ut i ett halvår innan han kapitulerade.
Gustav Vasa lät 11 juni 1523 temporärt godkänna att "Ny-Västerviks" privilegier överflyttades på Gamleby. Ett slutgiltigt förnyande av privilegierna skulle vänta till dess att han själv kunnat besöka staden. Nu kom det att dröja och efter påstötningar från Västerviksborna valde Gustav Vasa att i stället 1529 helt enkelt bekräfta de gamla privilegierna, vilket innebar att "Ny-Västervik" och inte Gamleby fick dessa. Det torde ha väckt missnöje och i samband med Dackefejden intog västerviksborna en ambivalent hållning. En del av bönderna i Tjust anslöt sig sedan några kårer av Dackes bondehär ryckt in i området. Västerviksborna skall ha lovat att hjälpa Dacke med krutleveranser så snart deras skepp återkommit från Tyskland. Det är svårt att avgöra vad som lovats för att hindra en plundring av staden och vad som gjorts i verklig sympati med upproret. Sedan Svante Sture med kungatrogna trupper ryckte fram mot staden var man snabba att avsvära sig allt samröre med Dacke, och Västerviksborna ingick i en deputation där man bad om ursäkt för allt uppstudsigt tal och försäkrade om tjustbornas villighet att delta i krossandet av upproret. Men Gustav Vasa var synnerligen misstänksam mot tjustborna, "besynnerligen dem av Västervik".
Den 4 juli 1543 författade Gustav Vasa ett brev där han tillät ett antal namngivna västerviksbor rätt att fritt avsegla till vilken tysk hamn de ville - men förbjöd dem att vidare återkomma till Sverige. De skulle endast få tillstånd att besöka Kalmar. Därmed upphävde han helt sonika Västerviks stadsprivilegier. Året därpå hade han dock ändrat sig. Han hade nu i stället bestämt sig för att överflytta borgarna i Eksjö vars privilegier han upphävde hit. Han verkar redan från början ha avsett att göra Västervik till en utskeppningshamn för virke. 9 februari 1547 utfärdade han de första privilegierna för "Ny-Västervik". Dessa första privilegier innehöll endast rättigheter att hålla två frimarknader om året, inga stadsrättigheter. Någon bebyggelse i "Ny-Västervik" hade nu inte funnits på 30 år, och Gustav Vasa verkar ha planerat att staden skulle nyuppföras på Kapellbacken i skydd av Stegeholms slott som skulle byggas ut till en modern fästning. Någon sådan fästning kom dock aldrig att uppföras och beslutet om lokalisering verkar inte ha följts, utan borgarna verkar främst ha återflyttat till sina gamla tomter, särskilt om det funnit gamla grunder eller källare kvar att utnyttja. 1548 anlades ett kungligt skeppsvarv i staden.
Västervik blev vid Erik XIV:s kröning förlänat som grevskap till Svante Sture den yngre. Betydelsen för staden blev dock begränsad, till en början satt landshövdingen över Stegeholms län Birger Nilsson (Grip) och han måste först byta till sig slottet. Hans rättigheter var också ganska beskurna. Först sedan hans änka Märta Eriksdotter (Leijonhufvud) 1570 tilldelats grevskapet med utvidgning av omfattningen och befogenheterna kom det att få större betydelse för staden. Av allt att döma verkar Västerviksborna ha varit nöjda med att ingå i ett grevskap.

### 1600-talet
I samband med Kalmarkriget stationerades på hösten 1611 ett kompani irländska legosoldater i staden. Borgarna beklagade sig dock över att tvingas inkvartera och förpläga dessa, och bad att få bi befriade från dem. I juni 1612 avtågade knektarna till Jönköping. Några dagar senare landsattes en fana danska knektar, som konstaterade att Stegeholm saknade försvar, och angrep staden. Borgarna försökte först fly, men då de upptäckte hur få de danska soldaterna var bestämde de sig att bjuda motstånd och jagade ut dem från staden, men inte utan att eld uppkom i samband med striderna och hela staden brann ned. Med hjälp av uppbådad allmoge från omgivande socknar började man belägra danskarna som intagit Stegeholm, men utan professionell ledning gick det dåligt. Först sedan Peder Mikaelsson Hammarskjöld anlänt kunde en riktig belägring inledas, och danskarna uppgav snart slottet. I samband med det brändes slottet ned av allmoge som ville hindra att fienden kom tillbaka och tog kontroll över slottet igen. Saken ledde till rättegång men ingen skyldig straffades. Västervik började återuppbyggas redan våren 1613 och erhöll tre års frihet från tull och accis på ut- och införda varor. 1620 erhöll man stapelrätt, och samtidigt drogs grevskapet Västervik in. Från 1618 utarrenderades skatten i Västervik med omgivningar till holländarnan Christian Welshuisen och Paridon van Horn  som slagit sig ned i Västervik, mot att de byggde fyra skepp och tre espingar för kronans räkning. Arrendet och stapelrättigheterna innebar ett uppsving för Västervik, och staden drog till sig ett flertal utländska handelsmän. Under de följande krigen mot Danmark kände Västervik sig hotat, men undgick att brännas. Det var dock först sedan fred var sluten som Spårö skans uppfördes i hamnens inlopp.
1651 förlänades Västervik åter som grevskap, nu åt Hans Christoph von Königsmarck. Detta gravskap var dock betydligt mindre och sträckte sig inte utanför Tjust. Greven själv besökte dock aldrig sitt grevskap utan lät sköta det genom en hauptmann. Grevskapet reducerades 1675, men grevarna behöll som pant Stegeholms slott, som då hunnit genomgått omfattande renovering. 17 juli 1665 förstördes staden av brand sedan en borgarhustru slarvat under ölbryggning. Kyrkan och skolhuset var de enda byggnader i stadens centrum som klarade sig. Även alla stadens äldre dokument förstördes i branden.
I samband med Skånska kriget stationerades ett kompani av greve Wittenbergs regemente i staden. På nytt klagades över kostnaderna för att underhålla soldaterna, och i mitten av augusti 1677 sändes soldaterna iväg, och i slutet av månaden kom danskarna. De sköt några kanonskott mot Spårö skans, vilket fick de få försvararna där att dra sig tillbaka. Från Spårö kunde danskarna skjuta rätt in i skansen på Grönö, vilket fick försvararna att dra sig tillbaka även därifrån. Därefter låg vägen till Västervik öppen. Den uppbyggda staden brändes på nytt, varpå danskarna drog sig tillbaka. Man började dock mycket snart att återuppföra staden efter en modern stadsplan, och 1682 sägs Västervik till största del vara återuppbyggd och bättre än tidigare.

### Senare århundraden
Sedan dess har staden varit förskonad mot större stadsbränder även om en svårkontrollerad brand som brutit ut i Jenny var nära att leda till stadsbrand så sent som 1959 (!). Det var efter 1677 års brand som gator rätades ut och Anders Olofsson Bergh fick i uppdrag att rita en stadsplan. Stadsplanen som utgår från en rutnätsplan färdigställdes 1678 och är den äldst bevarade stadsplanen.  Under frihetstiden anlades flera manufakturer och ett nytt varv, och borgerskapet tog i det följande starka intryck av den blomstrande bruks- och herrgårdskulturen i Tjust.

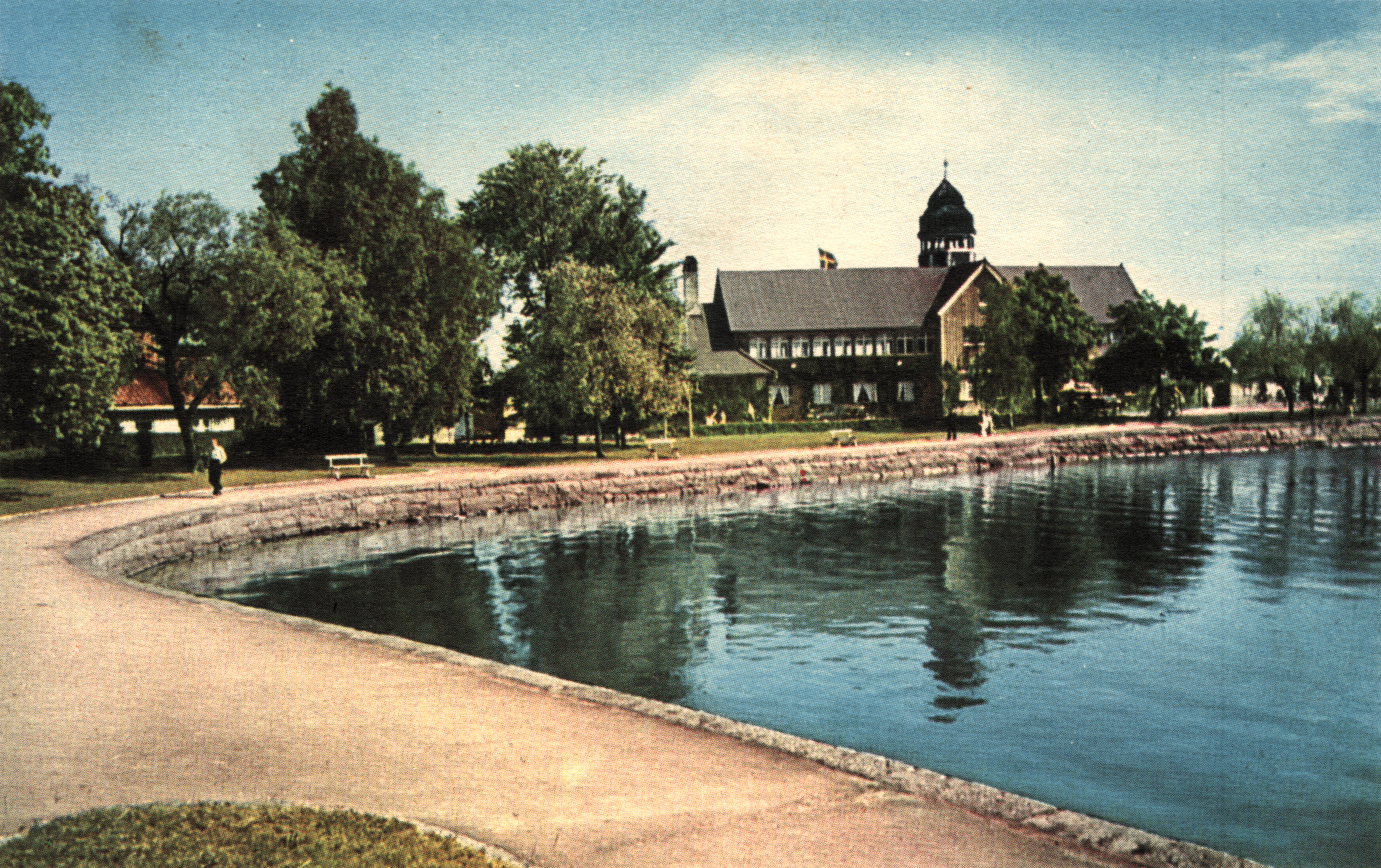
Restaurang Slottsholmen 1947.

På 1800-talet tillkom två separata förstäder söder om stadskärnan - Södra Malmen på 1820-talet och Östra Malmen 1853.
Järnvägsbyggen till Hultsfred, Norsholm och Vimmerby 1879-1906 medförde ökad aktivitet och befolkning. Järnvägarna byggdes smalspåriga, vilket på sikt blev hämmande. Staden blev ett säte för arbetarrörelsen, och under första världskrigets slutskede 1917-1918 bildades arbetarråd som höll på att ta över kontrollen över hela staden. Skeppsvarv, pappersbruk, fiske, spikfabrik, stenhuggerier, Västerviks Tändsticksfabrik och mekaniska verkstäder blev basen för stadens industri.
Västervik var 1863–1970 säte för Kalmar läns norra landsting, vars tillkomst speglar en gammal motsättning mellan Västervik och Kalmar som centralorter för länets norra respektive södra del.
I Västervik fanns även ett gammalt mentalsjukhus beläget vid dagens Gertrudsvik.
I Västervik talas en dialekt som i hög grad liknar de dialekter som talas i Östergötland. 

## Politik och indelning

### Administrativa tillhörigheter

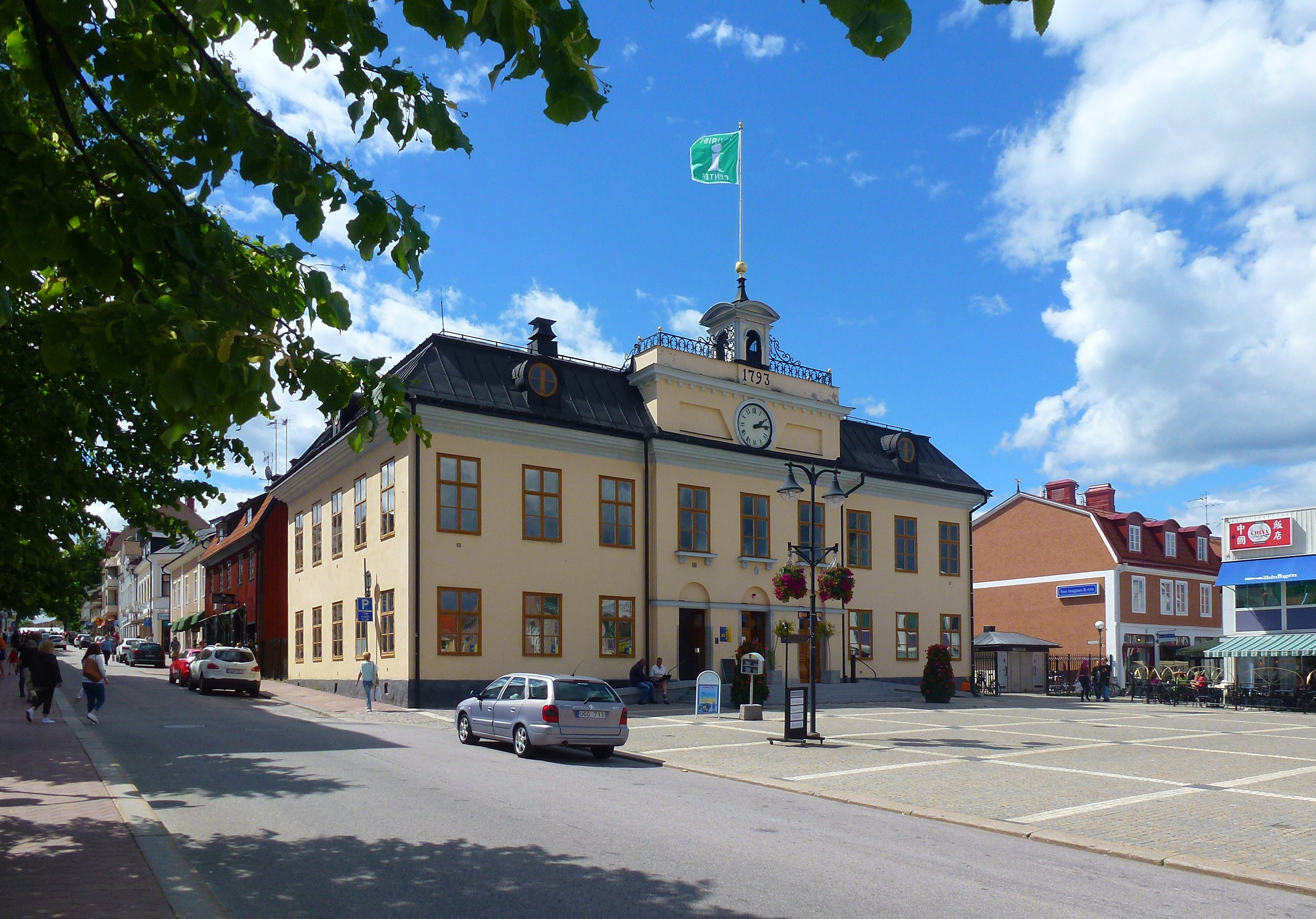
Västerviks rådhus.

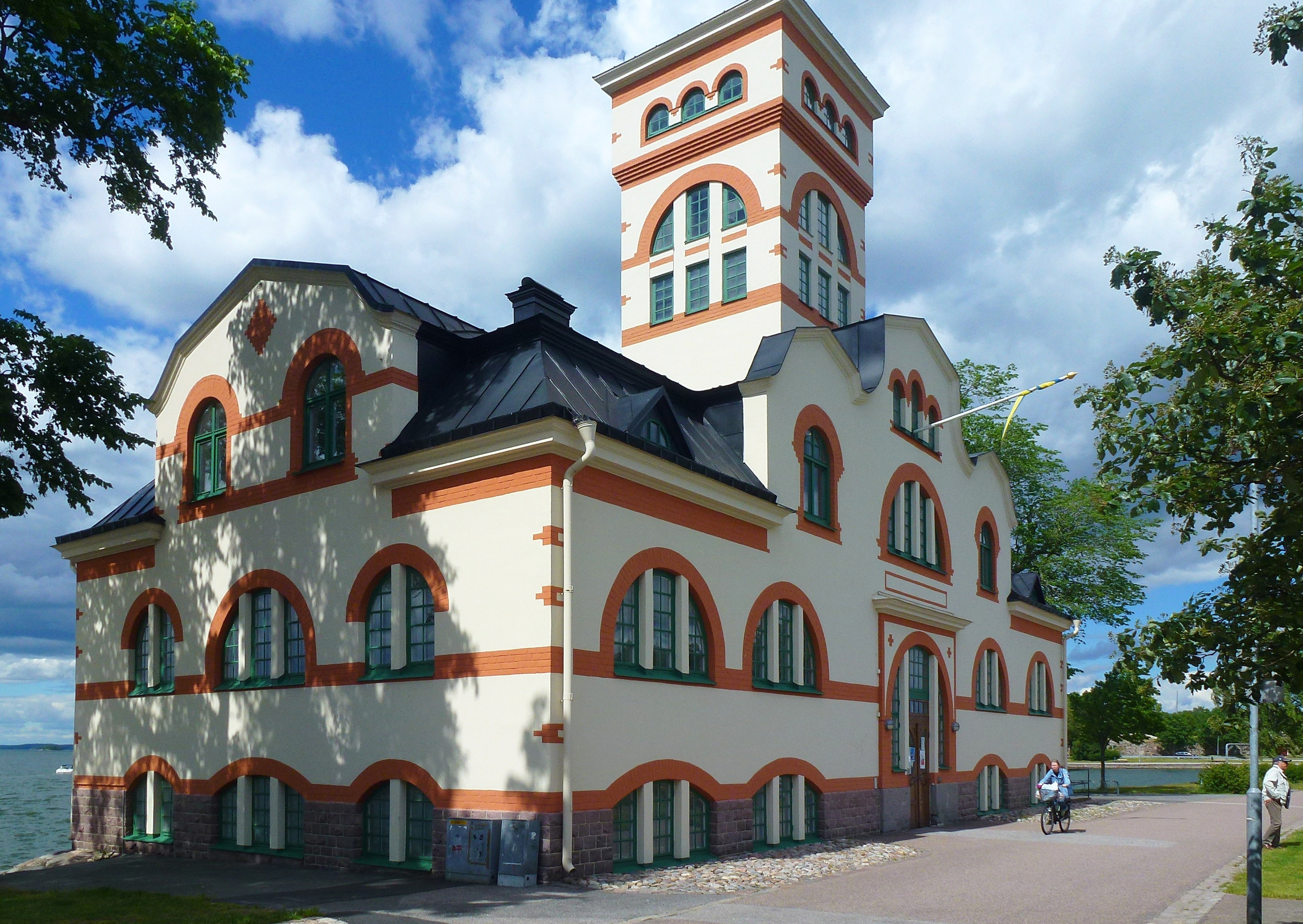
Västerviks gamla varmbadhus.

Västerviks stad ombildades vid kommunreformen 1862 till en stadskommun. 1967 utökades stadskommunen innan den 1971 uppgick i Västerviks kommun där Västervik sedan dess är centralort.
I kyrkligt hänseende har orten sedan 1433 hört till Västerviks församling i Linköpings stift.
Orten ingick till 1960 i domkretsen för Västerviks rådhusrätt och därefter till 1971 i Tjusts domsagas tingslag. Från 1971 till 2005 ingick orten i Västerviks domsaga och Västervik ingår sedan 2005 i Kalmar domsaga.

### Naturreservat
- Ljungåsens naturreservat är ett tätortsnära reservat.
- Gränsö naturreservat omfattar nästan hela Gränsö.

## Ekonomi och infrastruktur

### Näringsliv
Regionen (sjukvården) och Västerviks kommun har sammanlagt 5 000 anställda och är de största arbetsgivarna i kommunen. Till de största industrierna i kommunen hör Gunnebo Industrier AB, Akzo Nobel Industrial Finishes AB (flyttat/avvecklat), Ankarsrum Industries AB, Resinit, Axalta (USA), Elfa International AB (USA) Sweden AB, 3M (USA) fd SlipNaxos AB, samt Överums Bruk AB med dryga hundratal anställda var. SlipNaxos har sedan 1967 levererat slipskivor till världens ledande saxtillverkare Fiskars i Finland. Antalet anställda inom tillverkningsindustrin har gradvis minskat under ett antal år av strukturomvandling.
Västerviks hamn har en djuphamn som drivs av Smålandshamnar AB, belägen på ön Lucerna, samt en gästhamn ca 1 kilometer från centrala Västervik, Notholmen. 
Tidigare hade även Electrolux tillverkning i Västervik som lades ner 2004. I lokalerna finns idag bland annat padelbanor, behandlingsfamilj och en matlagningsskola.
Aktuella områden under förnyelse är bl.a. Tändstickan och Gertrudsvik.

#### Turism
Orten har kallats för "Ostkustens Pärla" i flera källor. Västervik har även utnämnts till "Årets Sommarstad" två år i rad 2020–2021. Framför allt besöks Västervik varje sommar av en stor andel båtturister som tillbringar sommaren vid de många gästbryggor son finns. Turisterna kommer i första hand från Sveriges östkust, då det ligger på ett perfekt avstånd mellan södra Sverige och Stockholm för att resan ska vara överkomlig för gemene båtman eller seglare.
Västerviks skärgård trafikeras också av skärgårdsbåtar, som anlägger Hasselö, Tjusts skärgård, Idö och Rågö med fartyget M/S Ellen Key, som har 150 platser och bistro.

#### Bankväsende
Vesterviks sparbank grundades 1835. Den ombildades 1895 till Vesterviks sparkassa. En ny sparbank, också kallad Västerviks sparbank, grundades 1903. Ytterligare en sparbank, Kalmar läns enskilda sparbank, bildades den 5 oktober 1922. Ett försök gjorde även att etablera Vimmerbyortens sparbank som i så fall hade blivit ortens tredje sparbank, men detta blockerades av länsstyrelsen. Den 1 maj 1941 uppgick Kalmar läns enskilda sparbank i Västerviks sparbank. Västerviks sparbank uppgick 1969 i Tjustbygdens sparbank.
Smålands enskilda bank hade avdelningskontor i Västervik från dess start 1837. Från 1860-talet hade även Kalmar enskilda bank kontor i Västervik. Smålandsbanken drog in sitt kontor mot slutet av 1880-talet. År 1903 grundades Västerviks handelsbank som tog över Västerviks sparkassa. Den uppgick år 1909 i Skånska handelsbanken. Då hade redan Kalmarbanken uppgått i Bankaktiebolaget Södra Sverige. De skulle senare uppgå i Skandinaviska kreditaktiebolaget respektive Svenska Handelsbanken. Vid 1920-talets början hade det dessutom tillkommit kontor för Smålands enskilda bank och Göteborgs bank, det senare övertagit från Stockholms diskontobank. Göteborgs banks kontor övertogs år 1949 av Jordbrukarbanken.
SEB lade ner kontoret i Västervik den 30 juni 2012. Då fanns Handelsbanken, Nordea och Tjustbygdens sparbank kvar på orten.

### Kommunikationer

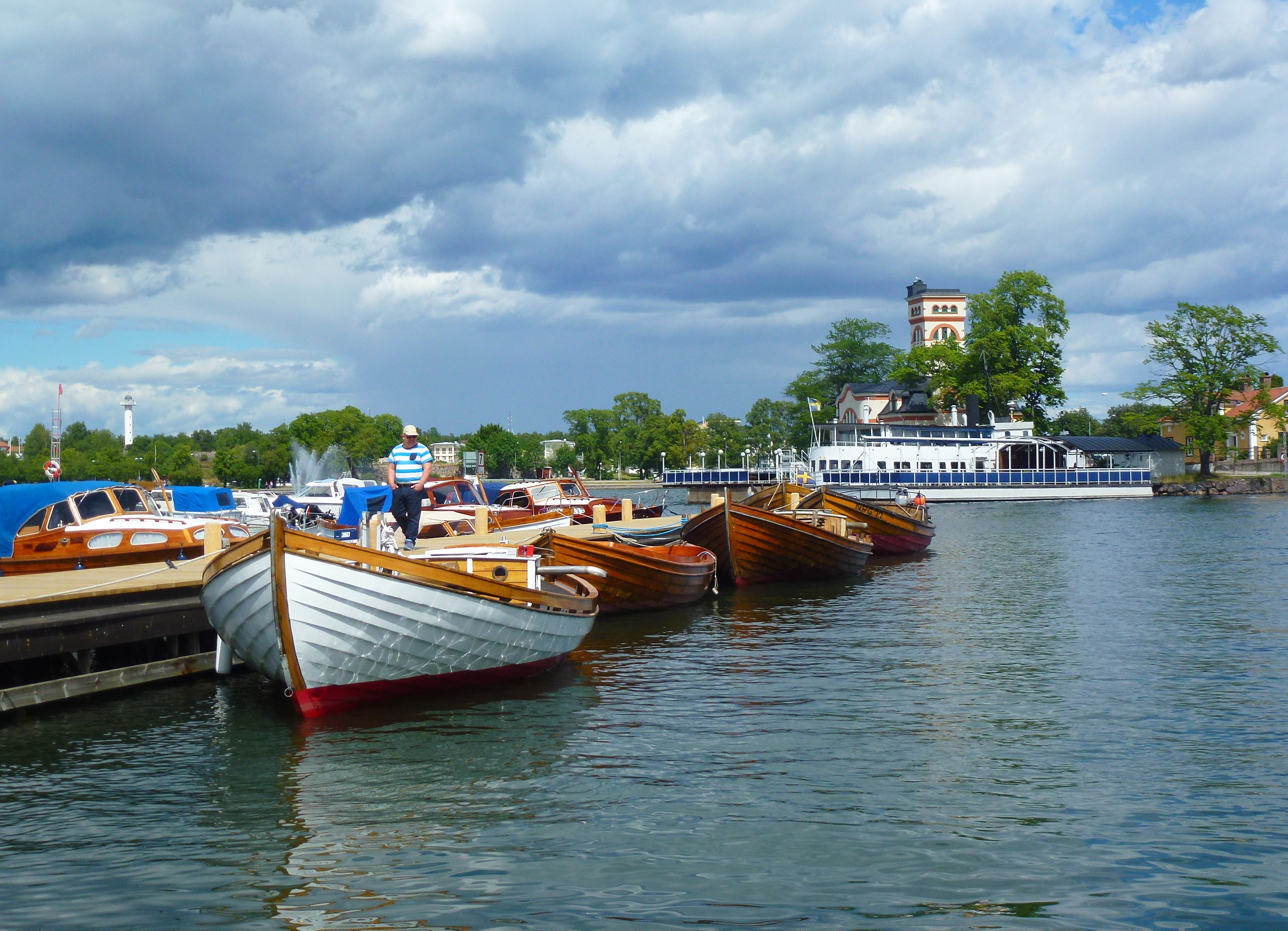
Fiskarehamnen i Västervik.

Västervik har järnvägsförbindelse (Tjustbanan) med Linköping. Den byggnadsminnesförklarade smalspårsjärnvägen till Hultsfred har sommartrafik. En upprustning av järnvägen i syfte att förkorta restiden mot Linköping har diskuterats ett antal år och kan anses vara viktig för kommunens framtida utveckling.
Västervik har bussförbindelser med bl.a. Stockholm, Jönköping och Kalmar, sommartid turbåtar i skärgården.
Väg E22 passerar staden i nord-sydlig riktning, riksväg 40 går västerut till Göteborg och riksväg 35 till Linköping i nordväst. Västerviks flygplats kan ta emot taxi- och privatflyg men har sedan 1980-talet ingen reguljär trafik. Närmaste flygplats med reguljär trafik är Linköping-Saabs flygplats, omkring 100 km bort.
Västerviks hamn (Lucernahamnen) har godstrafik för djupgående fartyg med järnvägsförbindelse fram till kajen samt möjlighet att ta emot bilfärjor. Fram till 1988 fanns en färjeförbindelse Västervik–Visby. Diskussioner fördes 2013 om ett återupprättande av förbindelsen, och i april 2016 öppnades åter färjelinjen för sommartrafik.

## Befolkningsutveckling
Västervik hade år 1800 en folkmängd på 2 985 personer vilken fram till 1880 ökade till 6 189 för att tack vare industrialisering fram till 1920 utgöra 11 889. 1920-1940 ökade folkmängden ytterligare.
| Befolkningsutvecklingen i Västervik 1960–2020                                 | Befolkningsutvecklingen i Västervik 1960–2020 | Befolkningsutvecklingen i Västervik 1960–2020 | Befolkningsutvecklingen i Västervik 1960–2020 | Befolkningsutvecklingen i Västervik 1960–2020 |
| ----------------------------------------------------------------------------- | --------------------------------------------- | --------------------------------------------- | --------------------------------------------- | --------------------------------------------- |
|                                                                               |                                               |                                               |                                               |                                               |
| År                                                                            |                                               |                                               | Folkmängd                                     | Areal (ha)                                    |
| 1960                                                                          | 1960                                          |                                               | 17 754                                        |                                               |
| 1965                                                                          | 1965                                          |                                               | 18 877                                        |                                               |
| 1970                                                                          | 1970                                          |                                               | 20 168                                        |                                               |
| 1975                                                                          | 1975                                          |                                               | 21 239                                        |                                               |
| 1980                                                                          | 1980                                          |                                               | 21 462                                        |                                               |
| 1990                                                                          | 1990                                          |                                               | 21 504                                        | 1 252                                         |
| 1995                                                                          | 1995                                          |                                               | 22 041                                        | 1 316                                         |
| 2000                                                                          | 2000                                          |                                               | 20 888                                        | 1 285                                         |
| 2005                                                                          | 2005                                          |                                               | 20 694                                        | 1 287                                         |
| 2010                                                                          | 2010                                          |                                               | 21 140                                        | 1 292                                         |
| 2015                                                                          | 2015                                          |                                               | 21 178                                        | 1 385                                         |
| 2020                                                                          | 2020                                          |                                               | 21 472                                        | 1 444                                         |
| Anm.: Sammanvuxen med tätorten Jenny 1990 och med småorten Gränsö kanal 2015. |                                               |                                               |                                               |                                               |

## Kultur
Bryggaren Kulturscen i Västervik är plats för stadsteater och här anordnas evenemang året runt. Bryggaren var Västerviks Folkets hus fram till omkring 1994.
Västervik mest kända evenemang är Visfestivalen i Västervik. Evenemanget har ägt rum i Stegeholms Slottsruin, varje år sedan 1966, vilket gör det till den äldsta årligen återkommande musikfestivalen i Sverige. Visfestivalen genomfördes även under coronapandemin med restriktioner, 2020 var endast 50 personer på plats i publiken och 2021 var det ca 350 personer på plats, men sviten bröts aldrig.

### Stadsbild

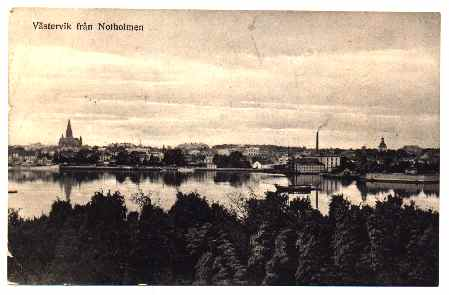
Västervik omkring år 1900

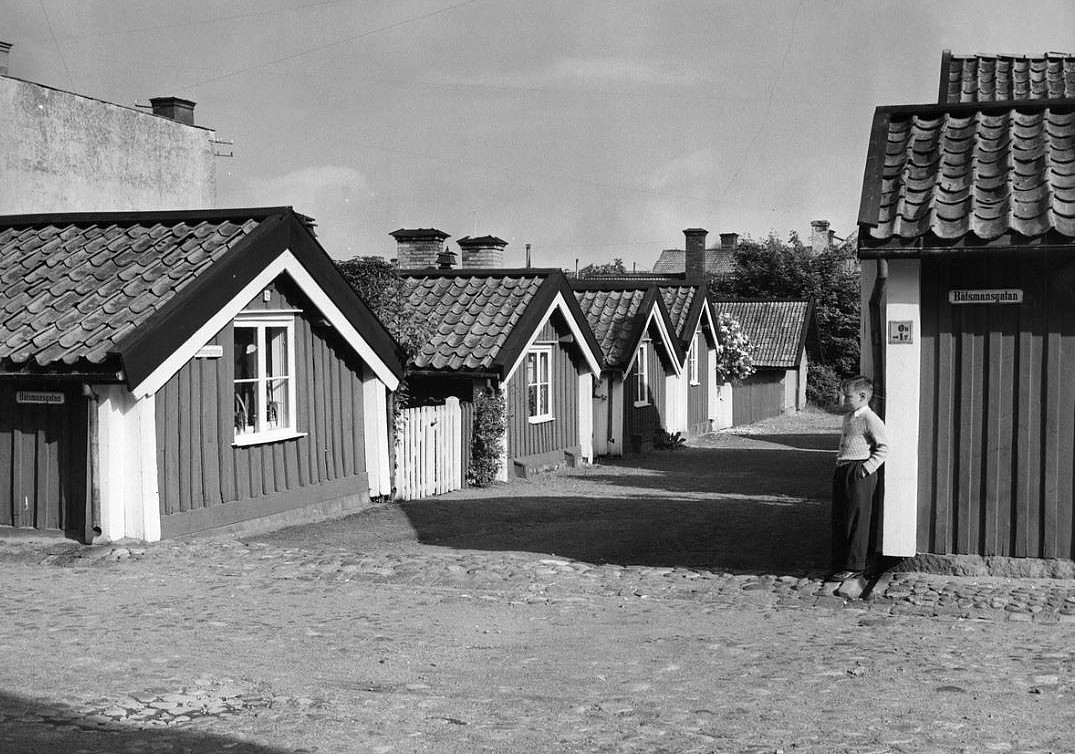
Båtsmansstugorna på 1950-talet.

I staden finns de gamla båtsmansstugorna, där kronans militära sjömän och deras familjer bodde i husen från 1740-talet och framåt. I dag finns där ett sommarcafé och en kryddträdgård. Husen är så låga att de flesta vuxna är ett huvud högre än taknocken. De elva fastigheterna är sedan 1974 ett lagskyddat byggnadsminne.
En av stadens mest utmärkande byggnader är Varmbadhuset, tillika före detta Turistbyrån, på Strömsholmen. Byggnaden byggdes som varmbadhus 1910 men stängdes 1975 då man öppnade en ny och större simhall. Efter stängningen gjordes en omfattande renovering och 1980 flyttade Västerviks Turistbyrå  in i lokalerna. Numer ligger Västerviks Turistbyrå i Rådhuset från 1700-talet på Stora Torget, mitt i centrum. Intill Västerviks Museum, på fastlandet norr om Slottsholmen, står sedan 1990-talet det så kallade Unos torn varifrån man kan se stora delar av staden och Tjusts skärgård. Till stadens högre byggnader hör även Västerviks sjukhus.
Stadens äldsta kyrka, S:ta Gertruds Kyrka, är delvis från 1400-talet. Kyrkan plundrades och brändes av danskar på 1600-talet men återuppbyggdes och var klar 1672. I kyrkan finns en orgel från 1743. I kyrkan finns så kallade votivskepp som byggdes av sjömän som offergåva till Gud. På kyrkogården, som ligger några hundra meter bort, ligger bland andra Ellen Key begraven.
Andra kyrkor i Västervik är Pingstkyrkan i Västervik (före detta Elim, senare Filadelfia) som sedan 1922 finns i den gamla teatern Dramaten på Östra kyrkogatan 35, Marieborgskyrkan (tillhörig Equmeniakyrkan) på Ängalundsgatan 8, samt Frälsningsarmens kår på Hallströmsgatan 8,
Stegeholms slottsruin ligger på Slottsholmen vid Gamlebyvikens utlopp. De äldsta noteringarna om Stegeholms slott härrör från 1300-talet. Varje år hålls i slottsruinen Västerviks Visfestival.
I Västervik finns en av Sveriges största semesteranläggningar, Lysingsbadet. Där finns även Västerviks största lekplats.

### Skolor
- Breviksskolan år 0-6
- Näktergalen år F-6
- Ljungbergaskolan år 0-6
- Lidhemsskolan år F-6
- Marieborgsskolan 0-6
- Skogshagaskolan år 1-6
- Fågelbäret år 0-6
- Alphaskolan år 7-9
- Ellen Key-skolan år 7-9
- Ludvigsborgsskolan år 7-9
- Lanternan år 7-9

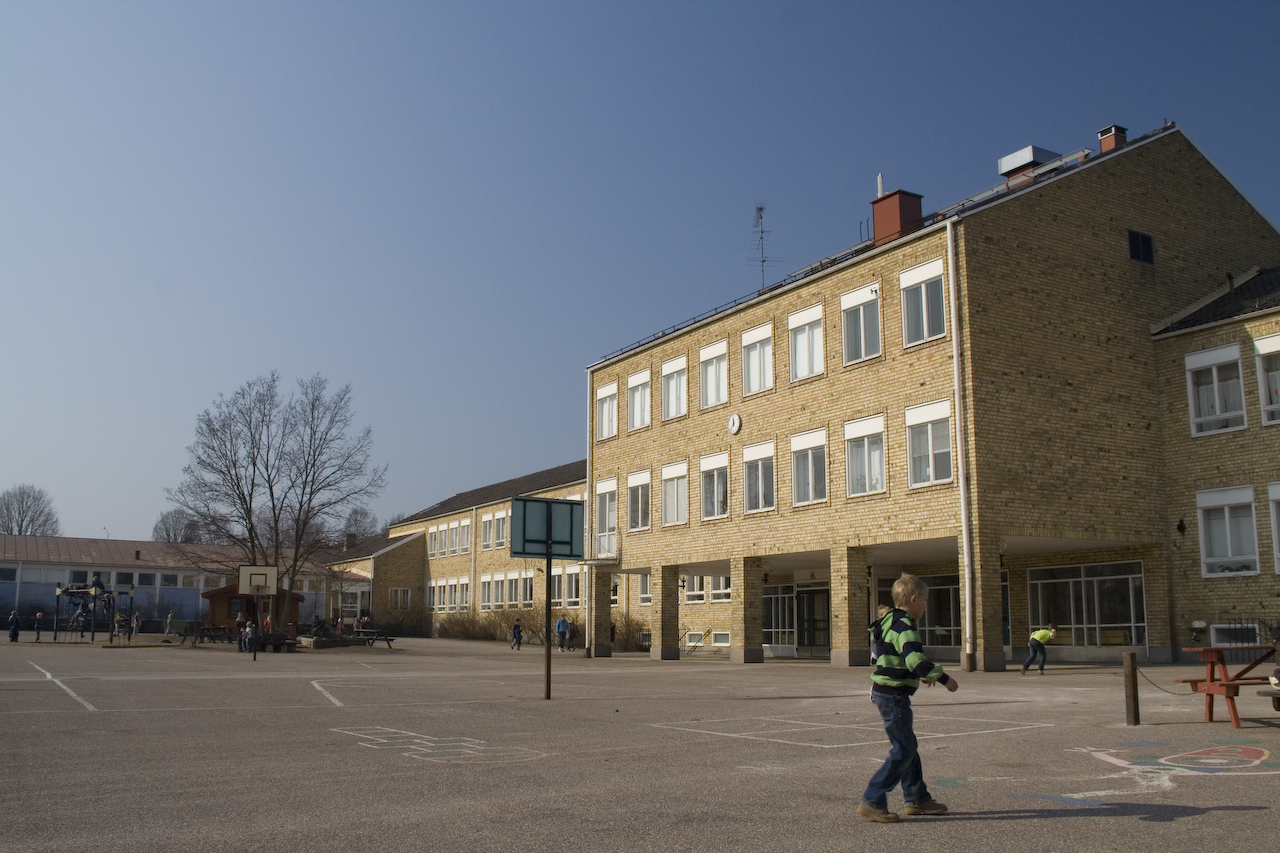
Breviksskolan.

- Västerviks gymnasium, teoretiska och praktiska inriktningar
- Östra Akademin (tidigare John Bauergymnasiet), gymnasium

### Sport

#### Fotboll
Fotbollen i Västervik dras tillbaka runt 1920-talet då det fanns flertal kvarterslag i staden. Lagen bestod av unga grabbar runt 14-15 år som samlades varje söndag för att spela fotboll på Kostadion vid Folkets Park eller på Läroverksplanen. Lagen var oerhört lokala och hade namn som präglade från vilken stadsdel eller gata sällskapet kom ifrån, Norrlandskamraterna, Alléns IK, Södermalmskamraterna, Ekdalens BK (senare IFK Västervik) och Höckersbo BK (senare Västerviks AIS) är bara några av lagen som fanns.
Idag har Västervik två aktiva fotbollsklubbar, Västerviks FF och IFK Västervik. Västerviks FF, som i folkmun endast kallas för VFF är en av de allra största fotbollsföreningarna i Kalmar län sett till antalet medlemmar med 800 medlemmar. VFF spelar i landets femte högsta serienivå, Division 3. IFK Västervik grundades 1919, vilket gör klubben till en av de äldsta klubbarna i Västerviks kommun. Både VFF och IFK spelar sina hemmamatcher på Bökensved. Derbyna mellan klubbarna ger stort intresse bland Västerviksborna, detta trots att klubbarna större delen av historien har spelat i de lägre divisionerna.

#### Ishockey
1947 tog IFK Västervik upp ishockey på sitt schema och blev därmed den första klubben som införskaffade sporten i staden. Det dröjde dock till 1949 innan IFK satte igång med seriespel. Västerviks AIS drev även de ishockey på sitt schema från mitten av 1960-talet till 1971. När Västerviks AIS valde att lägga ner sin hockeyversamhet 1971 för att enbart satsa på fotbollen. Detta ledde till att de ishockeyintresserade i staden bestämde att Västervik för första gången skulle få en renodlade ishockeyklubb och etablerade därmed Västerviks IK.
Västerviks IK, eller enbart VIK spelar i Hockeyallsvenskan som är landets näst högst ishockeyserie. VIK spelar sina hemmamatcher i Plivit Arena som tar 2 500 åskådare. Klubben har cirka 750 medlemmar varav 250 ungdomar och juniorer.

#### Segling
Västervik är en sjöstad med framgångsrika segelklubbar, de två största är Westerviks Segelsällskap Wikingarna  och Westerviks Segelsällskap . Varje år arrangeras en öppen, stor tävling till Öland. 

#### Speedway
I Västervik finns även ett framgångsrikt speedwaylag, Västervik Speedway. Laget som tidigare hade namnet Skepparna vann SM-Guld år 2005.

#### Golf
Det finns två golfbanor i Västervik: vid Ekhagen (18 hål) samt vid Lysingsbadet (9 hål). Det finns även en golfbana i Loftahammar i kommunens norra del.

#### Övrigt
I staden finns även klubbar för bland annat bowling, ridsport, kanotsport. Tennisspelaren Stefan Edberg, föddes och växte upp i Västervik. I trakten finns även utomhusklättring i världsklass, med fler än 300 listade boulders.

## Panorama

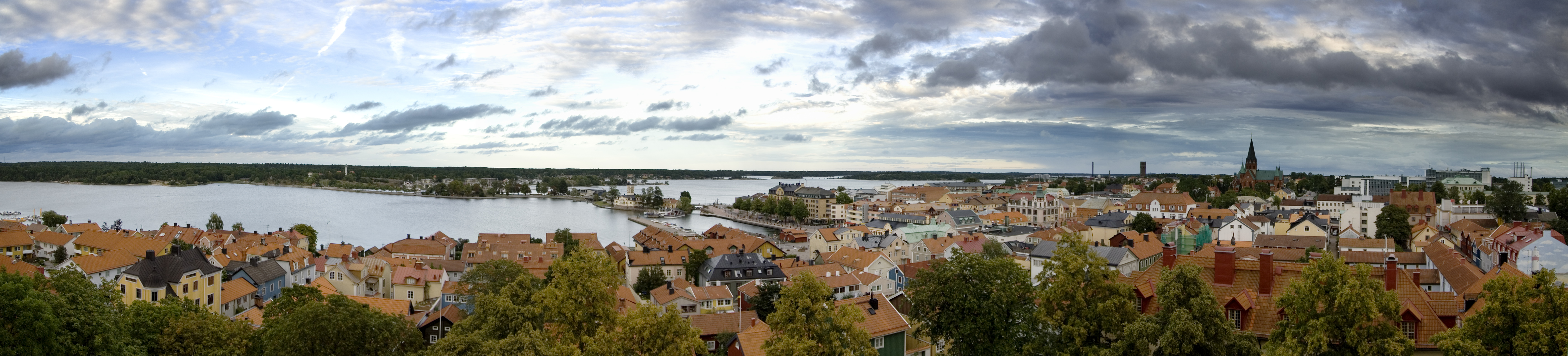
Ett panorama över Västervik sett mot öst från tornet till Sankta Gertruds kyrka, Västervik.

## Kända profiler
- Hans Wincent, hovslagare och TV-profil
- Jan Andersson, flygvapenchef
- Alice Babs (född i Kalmar)
- Gösta Bernhard
- Kit Colfach (född i Danmark)
- Stefan Edberg
- Göran Engman
- Magnus Härenstam
- Gottfrid Kallstenius
- Ellen Key
- Ola Larsmo
- Anders Larsson
- Karin Magnusson
- Hansi Schwarz
- Fredrik Sjöberg
- Olof Sjögren
- Erik W. Tillberg
- Björn Ulvaeus
- Åke Wallenquist
- Carin Ygberg